# Robert Owen
 Der er for få eller ingen kildehenvisninger i denne artikel, hvilket er et problem. Du kan hjælpe ved at angive troværdige kilder til de påstande, som fremføres i artiklen.

Robert Owen (født 14. maj 1771 i Newtown, Montgomeryshire, Wales, død 17. november 1858 samme sted) var en britisk industriejer og samfundsreformator. 
Owen forsøgte at gøre sit bomuldspinderi i New Lanark, South Lanarkshire, Skotland, til en mønsterfabrik, hvor arbejderklassens leve- og arbejdsforhold skulle forbedres væsentligt og hvor lønarbejde, fritid og undervisning skulle harmonere med hinanden. Blandt andet blev arbejdernes løn forhøjet og arbejdstiden forkortet. Arbejdernes boliger blev forbedret og drikkeri blev bekæmpet. Der blev også satset på sundhedsvæsen og børnenes vilkår. 
New Lanark er en af fire steder i Skotland på UNESCOs liste over verdens kultur- og naturarvsteder. I New Harmony i Indiana, USA gjorde Owen og hans medarbejdere i 1825 et praktisk forsøg på at skabe et idealsamfund – de grundlagde en mønsterkoloni, hvor menneskene skulle leve i harmoni og lighed. Forsøget mislykkedes imidlertid. 